# シェイマス (映画)
シェイマス（en:Shamus)は、1973年のアメリカ合衆国のコメディスリラー映画。
監督バズ・キューリック。出演バート・レイノルズ、ダイアン・キャノン。"シェイマス"という言葉はイディッシュ語で"探偵"を意味する。

## あらすじ
ヴィクター・パパスという男が自宅で2人組に襲われ、恋人と一緒に火炎放射器で焼き殺されるという事件が起きる。ニューヨークのブルックリンの私立探偵シェイマス・マッコイに、多くの会社を手広く経営する富豪E.J.ヒュームから、殺人犯とパパスの手元から奪われたダイヤモンドを捜して欲しいという依頼が来る。ヒュームによると、パパスは殺される直前に数百万ドル相当のヒュームのダイヤを盗んだと言うのだ。何故、自分に依頼が来たのか不思議に思うものの、高額の報酬に惹かれマッコイはそれを引き受ける。マッコイはスプリンギーという友人の情報屋や知人の麻薬密売人などを使ってパパスの身辺を洗ったところ、彼と恋人がリバー・エッジ貿易という会社に勤務していたことが分かる。
スプリンギーの情報によると、リバー・エッジ貿易の社長は有名な元フットボール選手のフェリックス・モンテイン。現役引退後にリバー・エッジ貿易の幹部として雇われ、どこからか多額の資金を調達したらしく、その１年後に会社を買収して社長の座に収まったという。また、パパスは「ヘルス・クラブ」というバーの用心棒ボルトンと繋がりがあったことが分かる。バーの閉店を見計らって待ち伏せしたシェイマスは、ボルトンをボコボコにした上で情報を聞き出したところ、パパスを殺したのはフェリックスだと言う。
翌朝、マッコイがフェリックス・モンテイン社長の豪華なアパートを訪ねると、前夜、「ヘルス・クラブ」で知り合った女アレクシスが出て来る。彼女はフェリックスの姉だったのだ。在宅していたフェリックスは、パパスとその恋人が自社で働いていたことは認めたものの、彼らの犯罪行為については知らないと言う。また、会社の買収資金の出所を訊ねると、共同経営者の存在を示唆するが、それが誰なのかは明かさない。
数日後の晩、マッコイ3人組に襲われ、「パパスのことは忘れろ」と警告される。また、アレクシスがマッコイのアパートを訪ねて来て、最近の弟フェリックスの行動がおかしいから調べてくれと依頼し、アレクシスに惹かれているマッコイは引き受ける。
翌日、マッコイはリバー・エッジ貿易の倉庫に忍び込み、大量の機関銃などの武器や1人の男の死体が隠されているのを発見する。殺し屋3人組に見つかったが危機一髪で脱出したマッコイは、その後、リバー・エッジ貿易の大株主がヒュームであることを知り、自分が手に負える案件ではないことを悟り、ヒュームに対して調査継続を断る。そして倉庫で手に入れた出荷表に署名があった、陸軍武器補給所のハードコア大佐を訪ねる。無論、武器のバイヤーを装ってである。案の定、大佐はリバー・エッジ貿易に武器の横流しをしていたのだ。屋外でマッコイに対して戦車などについて説明をしている最中、大佐は車に乗った2人組に射殺され、一方、マッコイは辛うじて難を逃れる。
そして、ボルトンが言っていたとおり、パパスを殺し、宝石を奪ったのはフェリックスだったことが明らかになる。ヒュームはフェリックスのやったこととは知らずマッコイに調査を依頼したのだった。しかし、マッコイの調査が進むに連れ、ヒュームの武器密輸出が明らかになることを恐れ、マッコイを消そうと殺し屋を差し向けたのだ。そしてスプリンギーも何者かによって殺されてしまう。
マッコイはヒュームの邸宅に侵入し、ヒュームを問い詰めるが、ヒュームが買っている猛犬に噛み付かれ、手下たちに捕らえられてしまう。その部屋には、リンチを受けた瀕死のフェリックスの姿があった。マッコイとフェリックスが屋外に連れ出された時、マッコイは手下たちの隙をついて逃げることに成功するが、フェリックスは射殺されてしまう。マッコイはヒュームの手下たちを次々と倒し最後に、車で逃げようとしていたヒュームを阻止する。そこへ警察が到着し、ヒュームは拘束される。

## キャスト
| 役名           | 俳優                | 日本語吹替                                                                 |
| 役名           | 俳優                | TBS版                                                                      |
| -------------- | ------------------- | -------------------------------------------------------------------------- |
| マッコイ       | バート・レイノルズ  | 内海賢二                                                                   |
| アレクシス     | ダイアン・キャノン  | 小原乃梨子                                                                 |
| ハードコア大佐 | ジョン・P・ライアン | 山内雅人                                                                   |
| 不明 その他    |                     | 加藤精三 西川幾雄 玄田哲章 吉沢久嘉 阪脩 加川三起 芝田清子 長堀芳夫 黒部鉄 |
|                |                     |                                                                            |
| 演出           | 演出                | 小林守夫                                                                   |
| 翻訳           | 翻訳                | 進藤光太                                                                   |
| 効果           | 効果                | 遠藤堯雄                                                                   |
| 調整           | 調整                | 山田太平                                                                   |
| 制作           | 制作                | 東北新社                                                                   |
| 解説           | 解説                | 荻昌弘                                                                     |
| 初回放送       | 初回放送            | 1978年11月6日 『月曜ロードショー』                                         |